# 莫代宗
莫代宗（ばくだいそう、マク・カントン、ベトナム語：Mạc Cảnh Tông / 莫代宗）は、莫朝大越の第8代皇帝。名は莫 敬恭（マク・キン・クン、ベトナム語：Mạc Kính Cung / 莫敬恭）。

## 生涯
謙王莫敬典の七男で、閔宗の弟にあたる。敦厚王に封じられていた。康佑元年（1593年）に兄帝が後黎朝軍に捕らえられると、岸郡公莫玉輦に擁立されて文蘭州で即位し、海陽や京北に拠る勢力の支持を得た。翌乾統2年（1594年）に安博県に移ったが、後黎朝軍に敗れて思明府に奔り、明に称臣した。端国公阮潢率いる後黎朝水軍の攻勢などによって莫朝から寝返る将軍が後を絶たず、代宗は莫玉輦と共に明の竜州に逃亡した。
乾統8年（1600年）に英祖の生母であった裴氏が昇龍で国母を称すると、これに迎えられた代宗は昇龍に入ったが、後黎朝の平安王鄭松に敗れて金城県に逃亡し、その後高平に撤退した。乾統29年（1621年）、従甥の莫敬寛に譲位して大慈県に移り、太上皇を称した。
隆泰8年（1625年）、清都王鄭梉率いる後黎朝軍の侵攻を受けて捕らえられ、清華で斬首された。